# Antonio Secchi
Antonio Secchi (Sampierdarena, 26 febbraio 1924 – Ponte di Legno, 6 gennaio 2013) è stato un direttore della fotografia e regista italiano.
Nel corso della sua carriera cinematografica ha utilizzato vari pseudonimi, tra cui Toni Secchi, Tony Secchi, Tony Secchy e Tony Dry.

## Biografia
Dopo avere studiato al liceo classico Andrea Doria, partecipò come partigiano alla guerra di liberazione nella divisione Tito Speri delle Fiamme Verdi, combattendo nella Battaglia del Mortirolo (19 aprile 1944) e rimanendo ferito.
Dopo la guerra entrò a far parte della squadra calcistica del Tradate, dove fu portiere, giocando in serie C.
Ha iniziato la sua carriera nel 1946 come operatore nella Settimana Incom, ed è entrato esordisce nel 1959 come direttore della fotografia nel film Morte di un amico di Franco Rossi.
In seguito, ha collaborato con registi del calibro di Giuseppe de Santis, Renato Castellani, Florestano Vancini, Damiano Damiani, John Huston, Alessandro Blasetti, Pupi Avati.
Ha collaborato a numerose produzioni, tra cui La Bibbia di John Huston. Nel 1972 è stato il regista di ...e alla fine lo chiamarono Jerusalem l'implacabile (inizialmente intitolato una padella calibro 38). È stato membro dell'A.I.C. (Associazione Italiana Cineoperatori).
Muore il 6 gennaio 2013 all'età di 88 anni a Zoanno di Ponte di Legno (BS) dove viveva dal 1975, anno in cui decise di ritirarsi dalle scene.

## Filmografia

### Direttore della fotografia
- Racconto del mare, regia di Raffaele Andreassi (1957) - documentario
- L'oceano ci chiama, regia di Raffaele Andreassi (1957) - documentario
- Morte di un amico, regia di Franco Rossi (1959)
- Un uomo da bruciare, regia di Valentino Orsini, Paolo e Vittorio Taviani (1962)
- Cronache del '22, regia di Moraldo Rossi segmento Spedizione punitiva (1962)
- Lo sgarro, regia di Silvio Siano (1962)
- Mare matto, regia di Renato Castellani (1963)
- Italiani brava gente, regia di Giuseppe De Santis (1964)
- Un dollaro bucato, regia di Giorgio Ferroni (1965)
- Un fiume di dollari, regia di Carlo Lizzani (1966)
- New York chiama Superdrago, regia di Giorgio Ferroni (1966)
- Quién sabe?, regia di Damiano Damiani (1966)
- Wanted, regia di Giorgio Ferrono (1967)
- Sentenza di morte, regia di Mario Lanfranchi (1968)
- Una breve stagione, regia di Renato Castellani (1969)
- Thomas e gli indemoniati, regia di Pupi Avati (1970)
- Non commettere atti impuri, regia di Giulio Petroni (1971)
- La vita di Leonardo da Vinci (1971) - miniserie TV
- La violenza: Quinto potere, regia di Florestano Vancini (1972)

### Regia
- ...e alla fine lo chiamarono Jerusalem l'implacabile (Padella calibro 38) (1972)